# Legio XIII Gemina
La Legio XIII Gemina (Decimotercera legión «gemela») fue una legión romana, creada en el año 57 a. C. por Julio César. El último registro de la actividad de esta legión está fechado a principios del siglo V, cuando se encontraba estacionada en la Dacia. El símbolo de esta legión era el león y el águila.

## Los orígenes de la legión y su actuación con Julio César

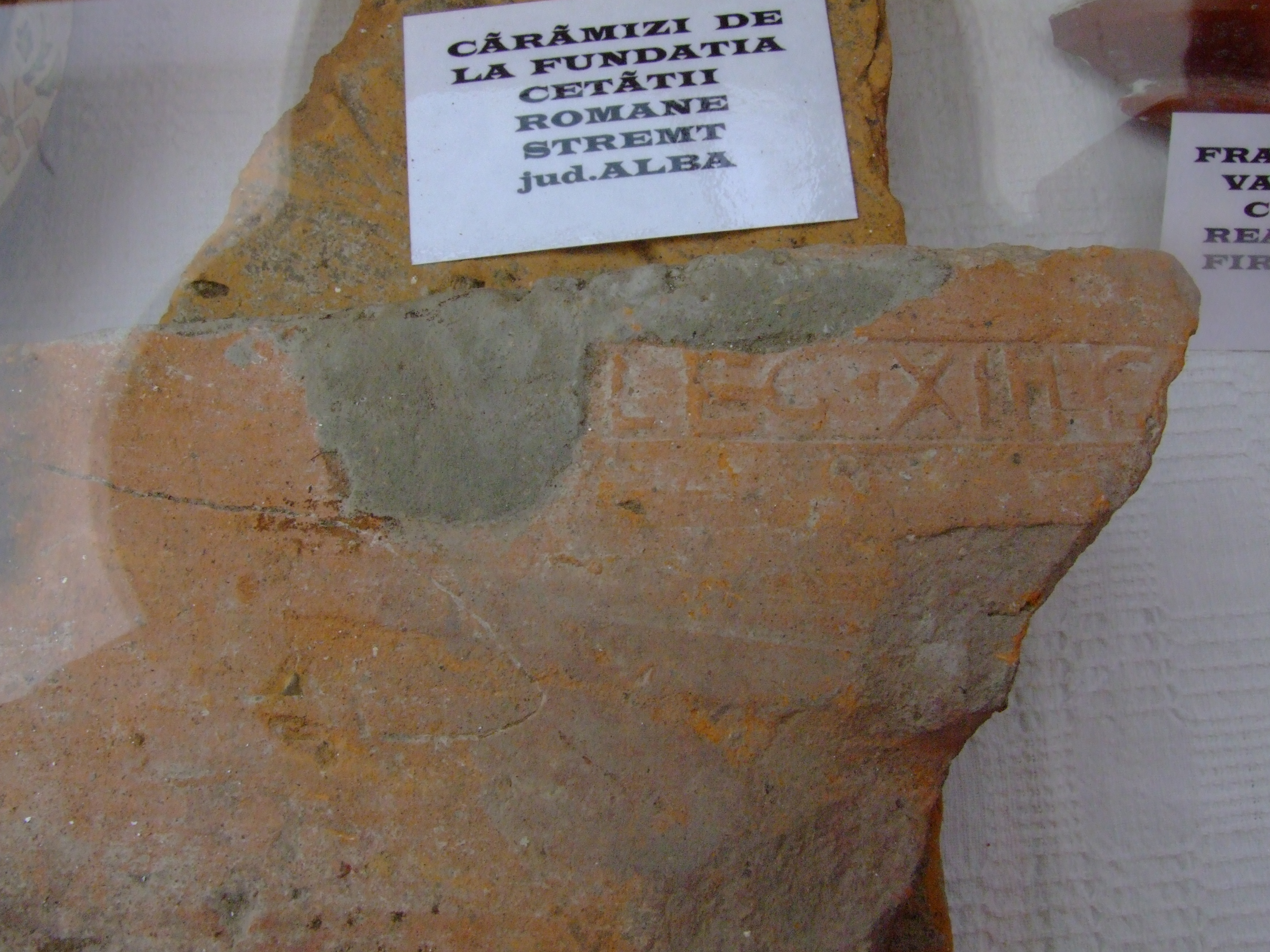
Ladrillo sellado con la figlina de la Legio XIII Gemina procedente de Potaissa (Alba Iulia, Rumanía).

La XIII fue una de las legiones reclutadas por César en el inicio de las Guerra de las Galias. En este conflicto, la legión estuvo presente en la batalla contra los nervios y en los asedios de Gergovia y Alesia. 
Cuando el senado romano rechazó a César su segundo consulado precipitando así la guerra civil, la XIII fue la legión escogida para acompañar a César en la travesía del río Rubicón y consecuente invasión de Italia. Después, participó en la persecución contra Pompeyo, tanto en Dirraquio, como en la decisiva batalla de Farsalia. Por último, permaneció a su lado y estuvo presente en la batalla de Munda en el 45 a. C. y en toda la campaña en el Norte de África. Terminado el conflicto César desmovilizó la XIII y concedió a sus veteranos tierras de cultivo en Italia.

## La legión bajo Augusto y los Julio-Claudios

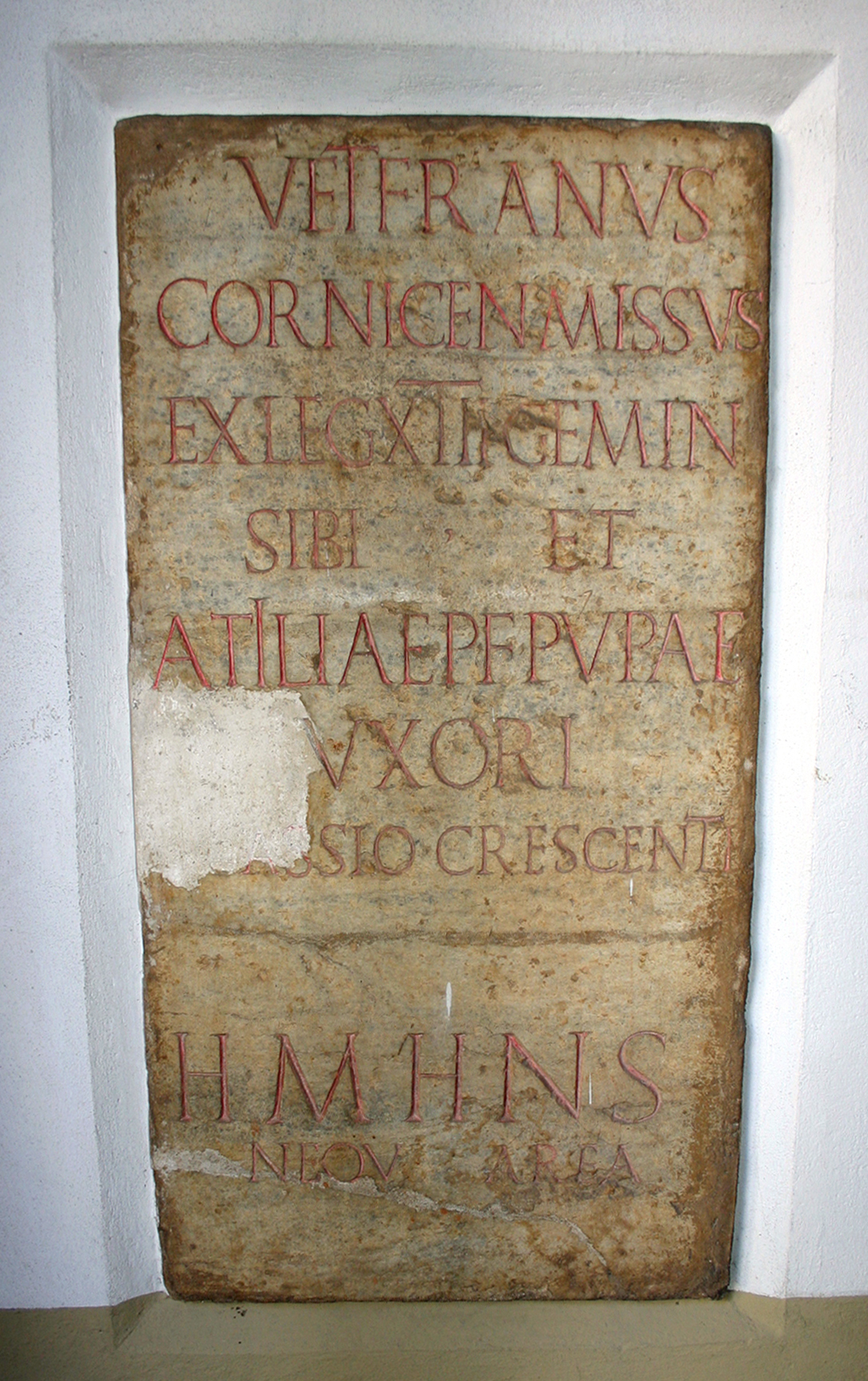
Estela funeraria de un veterano de la Legio XIII Gemina asentado en Mediolanum en el.

En el 41 a. C. la XIII fue de nuevo movilizada por órdenes de César Augusto en el preludio de una nueva campaña, esta vez contra Sexto Pompeyo el último de la facción conservadora del senado. Después de la derrota de Marco Antonio en la batalla de Actium (31 a. C.), la XIII fue reforzada con legionarios de otras unidades y adquirió el sobrenombre de Gemina (Gemela).
La primera base conocida de la renovada legión XIII fue Burnum (Knin, Croacia) en la provincia de Ilírico en la costa del mar Adriático. En 16 a. C. la legión fue desplazada para la Pannonia, para lidiar con una revuelta local, utilizando como campamento la ciudad de Iulia Emona (Liubliana, Eslovenia).
En 9, después del desastre de la batalla del bosque de Teutoburgo fue enviada como refuerzo para la Germania Superior, usando como base Vindonissa (Windich, Suiza).
En 45 el emperador Claudio ordenó su retorno a Pannonia, al campamento de Poetovio (Ptuj, Eslovenia).

## La segunda mitad delsigloI
Durante el año de los cuatro emperadores la XIII Gemina apoyó a Otón, siendo derrotada por las tropas de Vitelio en la primera batalla de Bedriacum, para después apoyar a Vespasiano y vencer en la segunda batalla de Bedriacum.
En 89 Domiciano transfirió la XIII Gemina para la frontera del Danubio frente al reino independiente de Dacia.

## Los siglosIIyIII

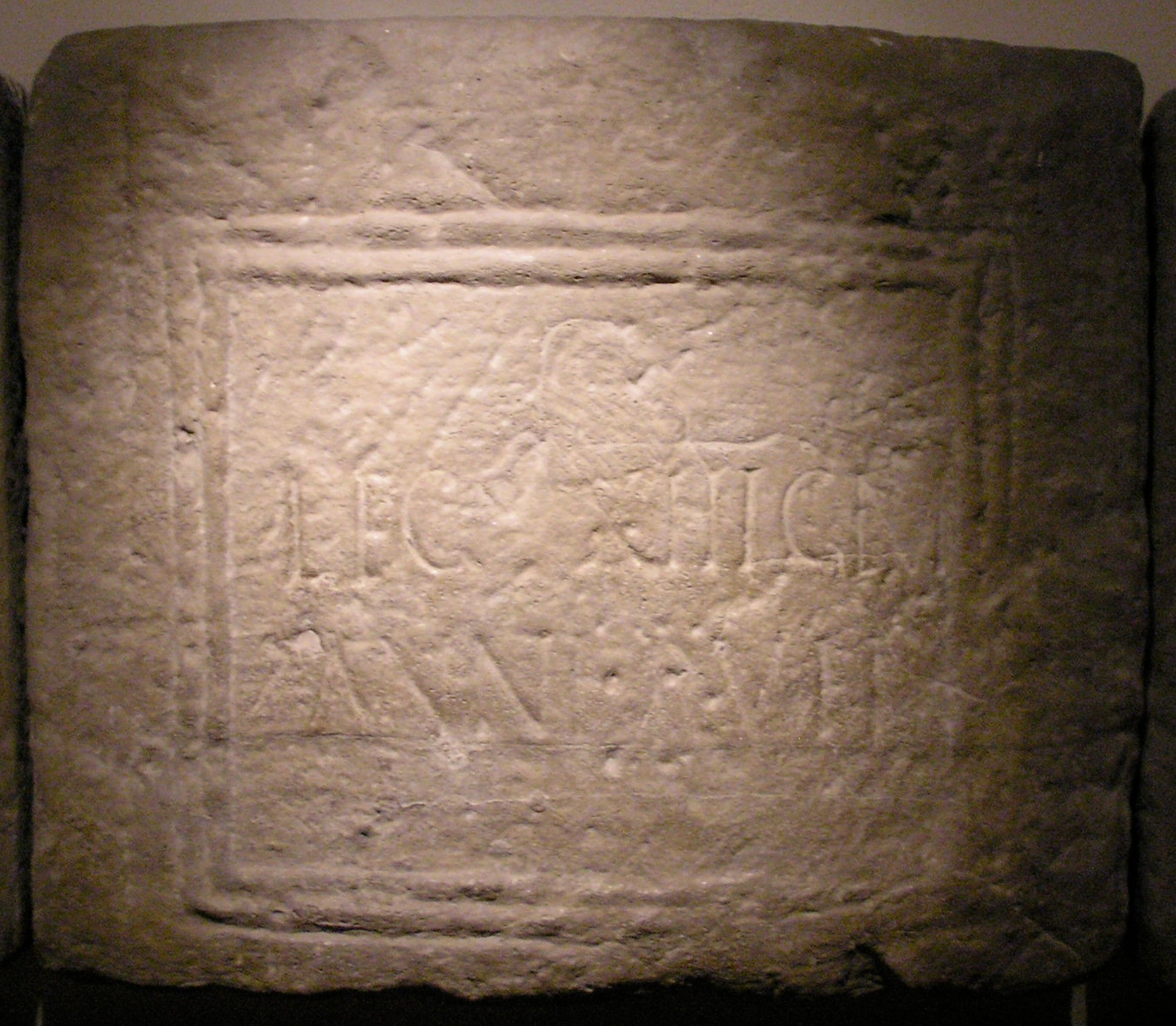
Sillar procedente de la muralla de Vindobona (Viena, Austria) marcado por Annius Rufus a nombre de la Legio XIII Gemina.

La unidad participó en las operaciones de Trajano durante las guerras dacias, y al concluir fue estacionada en la nueva base de Apulum (Alba Iulia, Rumanía). 
Galieno transfirió una vexillatio de la legión al norte de Italia, y participó en la represión de las revueltas de Ingenuo y Regaliano.
Parte de la unidad, destacada por Galieno en las Galias, apoyó a Victorino cuando este dirigió el Imperio galo.
Cuando el emperador Aureliano decidió la evacuación de Dacia a finales del siglo III, fue instalada al Sur del Danubio en Moesia, en la localidad de Ratiaria (actual Archar en Bulgaria) y se organizó una nueva provincia denominada Dacia Aureliana.

## El final del Imperio
En el siglo V, de acuerdo con la Notitia Dignitatum (or. XXVIII) parte de la legión estaba estacionada en la Babilonia de Egipto (El Cairo, Egipto), a las órdenes del comes limitis Aegyti, donde continuó en activo hasta las reformas de Justiniano.

## La Legión en la ficción
En la serie de televisión Roma, la XIII Legión sirve como la base principal de la historia, al ser de donde proceden los personajes principales Lucius Voreno y Titus Pullo.

## Bibliografía

Mapa del Imperio romano en el año 125, bajo el emperador Adriano, mostrando a la LEGIO XIII GEMINA, acuartelada en Apulo (Alba Iulia, Rumania), en la provincia de Dacia, desde 106 hasta alrededor de 271.